# Victor Garber

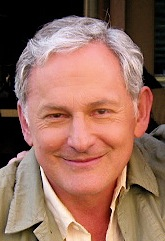
Victor Garber în aprilie 2006

Victor Joseph Garber (n. la 16 martie 1949 în Ontario, Canada) este un actor și cântăreț nominalizat de șase ori la premiile Emmy. Mama lui, Hope Garber, a fost actriță și cântăreață. Victor a avut grijă de ea până când aceasta a murit din cauza bolii Alzheimer.
Garber a început să joace la vârsta de nouă ani, apoi alăturându-se Casei Hart a Universității din Toronto la 15 ani. În 1967 a format o trupă de folk numită "The Sugar Shoppe" împreună cu Peter Mann, Laurie Hood și Lee Harris. Grupul s-a bucurat de un succes moderat, chiar dacă au cântat la emisiunile "The Ed Sullivan Show" și "The Tonight Show Starring Johnny Carson" înainte de a se despărți.
Garber a lucrat în diferite filme americane și canadiene, cum ar fi: Titanic (1997), unde a jucat rolul lui Thomas Andrews, arhitectul Titanicului , Godspell (1973) ca Iisus, Sleepless in Seattle (1993), Legally Blonde (2001), Annie (1999), și Tuck Everlasting (2002).
El a apărut pe Broadway în producțiile originale Deathtrap, Sweeney Todd, și Noises Off, precum și în piesa Assassins (care nu a avut loc pe Broadway). După aceea a continuat să fie căutat pentru piese muzicale, comedii și producții dramatice. Mai recent, a jucat rolul principal în piesa intitulată Follies, alături de Donna Murphy.
În perioada 2001-2006, Garber a jucat rolul lui Jack Bristow în serialul lui J.J. Abrams Alias împreună cu Ron Rifkin, Jennifer Garner (care a jucat rolul fiicei sale), și Lena Olin (care a jucat rolul soției sale).
A apărut cel mai recent în serialul Justice.

## Filmografie
- Godspell (1973)
- Sleepless in Seattle (1993)
- The First Wives Club (1996)
- Titanic (1997)
- Legally Blonde (2001)
- Tuck Everlasting (2002)
- Home Room (2002)
- The Music Man (2003)
- Argo (2012)

## Televiziune
- I Had Three Wives (1985)
- The Days and Nights of Molly Dodd (1987–1988)
- E.N.G. (1991–1993)
- Cinderella (1997)
- Annie (1999)
- Frasier (2000)
- Alias (2001–2006)
- The Music Man (2003)
- Will and Grace (2004)
- Justice (2006)
- Legends of Tomorrow (2016–2018)

## Broadway
- The Shadow Box - 1977
- Tartuffe - 1977
- Deathtrap - 1978
- They're Playing Our Song - 1979
- Sweeney Todd - 1979
- Little Me - 1982
- Noises Off - 1983
- You Never Can Tell - 1986
- The Devil's Disciple - 1988
- Lend Me a Tenor - 1989
- Two Shakespearean Actors - 1992
- Damn Yankees - 1994
- Arcadia - 1995
- Art - 1998

## În afara Broadway-ului
- Ghosts - 1973
- Joe's Opera -1975
- Cracks - 1976
- Wenceslas Square - 1988
- Love Letters - 1989
- Assassins - 1990